# Mercurial
Mercurial este un sistem revision control multiplatform. Toate operațiile în Mercurial sunt efectuate cu ajutorul comenzii hg, care provine de la numele elementului chimic mercur, dar exista și utilitare grafice cu care in mod grafic putem lucra cu mercurial.
Mercurial este dezvoltat de Matt Mackall și este publicat sub licență GPL. Este considerat ca fiind software liber.

## Istorie
Mercurial a fost anunțat de Macall în anul 2005  și este o reacție al anunțul firmei BitKeeper că retrage versiunea gratuită a sistemului revision control BitKeeper.
La vremea respectivă, BitKeeper era folosit pentru revision control în cadrul proiectului kenelului Linux. Scopul sistemului Mercurial era să înlocuiască BitKeeper. Tot în această perioadă, un alt înlocuitor BitKeeper numit Git a fost anunțat de Linus Torvalds.

## Facilități
Mercurial nu are o bază de date centrală (precum SVN sau CVS) și este un sistem revision control distribuit. Aceasta îl face foarte atractiv pentru acele proiecte în care dezvoltarea este făcută de developeri independenți, în general răspândiți pe o arie geografică mare.
Dintre proiectele sau organizațiile care folosesc Mercurial
amintim Mozilla, OpenJDK, OpenSolaris, Symbian OS, Xen hypervisor.